# Sven Wigelius
Sven Wigelius, född 4 september 1839 i Åmåls stadsförsamling, död 21 juli 1903 i Eskilstuna stadsförsamling, var en svensk jurist. Han var borgmästare i Åmåls stad åren 1872–1903.
Wigelius avlade examen till rättegångsverken 1863 och utsågs 1871 till borgmästare i Åmål, en tjänst han tillträdde året därefter. I Åmål var han också under många år kontrollant vid Värmlands enskilda banks lokalkontor i staden.
Sven Wigelius var far till Thorsten Wigelius och Alfred Wigelius.